# Огородники (Волчинский сельсовет)

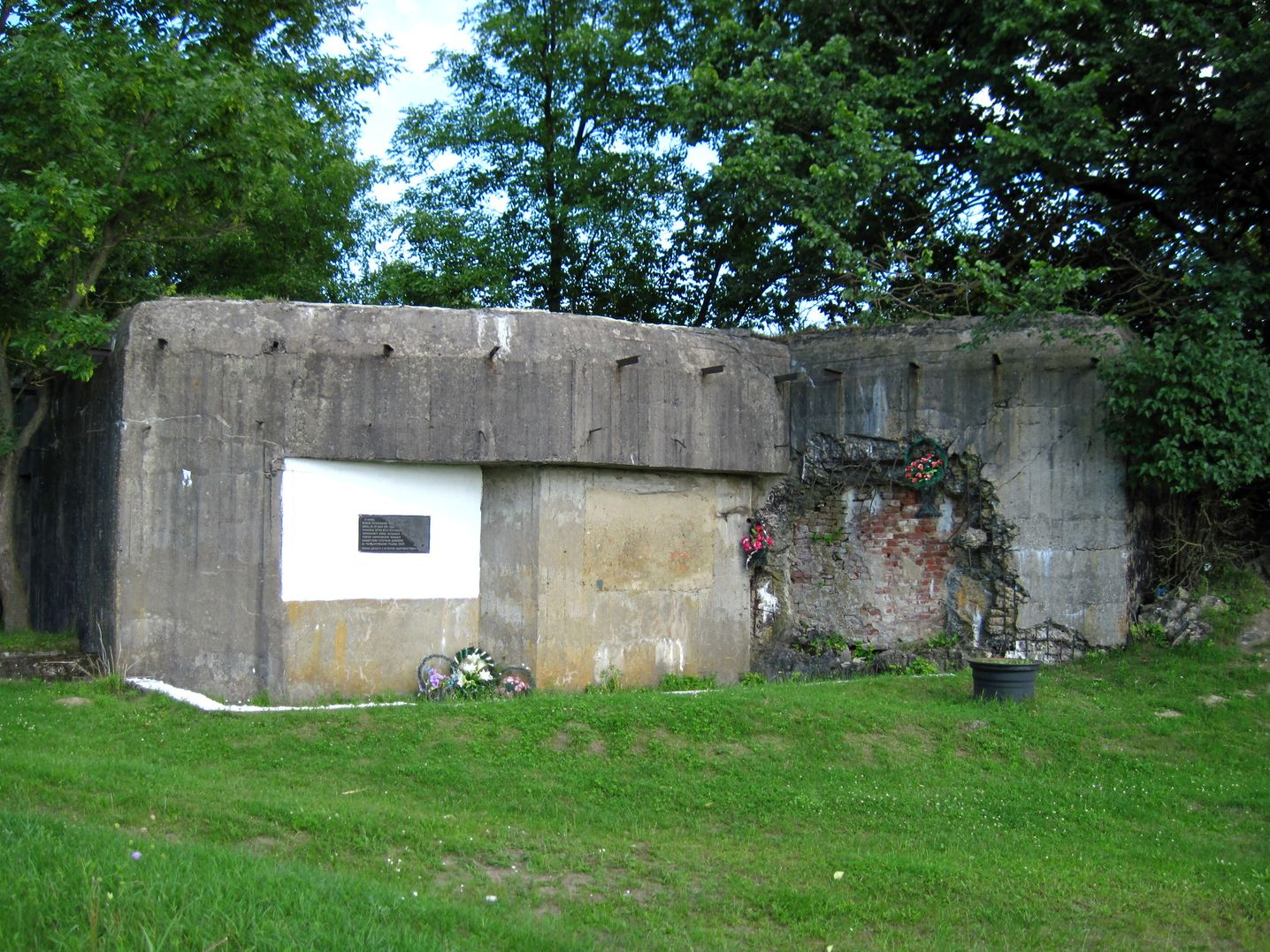
Дот Брестского укрепрайона

Огородники (бел. Агароднікі) — деревня в Каменецком районе Брестской области Беларуси. Входит в состав Волчинского сельсовета. Население — 35 человек (2019).

## География
Огородники находятся в 7 км к югу от центра сельсовета, деревни Волчин и в 16 км к югу от города Высокое. Деревня стоит на правом берегу реки Пульва километром выше её впадения в Западный Буг, по которому здесь проходит граница с Польшей, деревня включена в приграничную зону с особым порядком посещения. На другом берегу Пульвы расположена деревня Ставы. Местные дороги ведут в деревню Орля и, через Ставы, — в Волчин и Вельямовичи.

## История
В середине XIX века Огородники принадлежали Брестскому уезду Гродненской губернии и входили в состав имения Ставы, которым владела графиня Красинская. До 1865 года в деревне действовал католический храм XVIII века постройки, после подавления восстания 1863 года деревянный храм был передан православным, перестроен и освящён как церковь святого Онуфрия.
В 1897 году в Огородниках было 53 дворов и 399 жителей, в 1905 году — 443 жителя.
Согласно Рижскому мирному договору (1921) деревня вошла в состав межвоенной Польши, где принадлежала Брестскому повету Полесского воеводства. В 1923 году здесь проживало 257 жителей. С 1939 года в составе БССР. В 1940—1941 годах на окраине села построен один из дотов Брестского укрепрайона (сохранился).

## Достопримечательности
- Церковь Св. Онуфрия. Деревянная церковь построена в XVIII веке, перестроена в 1865 году.
- Дот 62-го (Брестского) укрепрайона.